# Friedrich Schünemann-Pott
Friedrich Schünemann-Pott (* 5. April 1826 in Hamburg; † Juli 1891 in St. Helena, Kalifornien) war ein deutsch-amerikanischer Freidenker und Theologe.

## Leben
Schünemann-Pott studierte an der Universität Marburg Theologie; u. a. war er Schüler von Karl Theodor Bayrhoffer. Über diesen bekam Schünemann-Pott Kontakte zu Zirkeln der freien Gemeinde der Lichtfreunde.
Am 6. September 1847 lernte er anlässlich einer Versammlung Eduard Baltzer, Rudolf Benfey und Carl Schilling kennen. Von diesen überzeugt, trat er noch im selben Jahr aus der Landeskirche aus und schloss sich den Lichtfreunden an.
In den Jahren 1847 bis 1849 fungierte er als Sprecher der Freien Gemeinde Nordhausen. Sofort im Anschluss wirkte er bis November 1851 in Quedlinburg. Von dort aus schickte man ihn bis Juni 1854 als Sprecher der Gemeinde nach Lübeck. Dort war Schünemann-Pott auch als Herausgeber der Blätter für freies religiöses Leben tätig.
Durch diese publizistische Arbeit drohte ihm ab Dezember 1848 ein Prozess wegen Hochverrat und Majestätsbeleidigung, aber erst zwei Jahre später wurde die Anklage fallen gelassen. Ab 1850 drohten die Behörden Schünemann-Pott aber mit der Ausweisung.
Baron Ernst von Pott adoptierte den revolutionären Theologen und zu Ehren seines Adoptiv-Vaters nannte sich Schünemann ab jetzt Schünemann-Pott.
Die Repressalien der Behörden nahmen immer mehr zu, so dass sich Schünemann-Pott am 16. Juli 1854 entschloss, mit seiner Familie in die USA zu emigrieren. Am 28. August 1854 erreichten sie New York.
Schon im darauffolgenden Jahr ernannte die Freie Gemeinde Philadelphia ihn zu ihrem Sprecher. Als solcher veröffentlichte er in den Jahren 1856 bis 1872 hier wieder seine Blätter.
1867 wurde Schünemann-Pott in Boston, Mass. zum Präsidenten der Free religious association gewählt.
Im Alter von 65 Jahren starb Friedrich Schünemann-Pott im Juli 1891 in St. Helena, Cal.

## Werke
- Die freie Gemeinde. 1861.
- Die Geschichte meines Lebens. 1867.
- Jesuitismus und Jesuitenfurcht. 1853.
- Lieder und Gedichte zum Gebrauch für Versammlungen, Schule und Haus freier Gemeinden. 1855.